# Sierra de la Fontanella
La sierra de la Fontanella (en valenciano Serra de la Fontanella o Serra de la Fenossosa) es una alineación montañosa en el sureste de la península ibérica, que se extiende de NE a SO por el término de Bañeres hasta el término de Biar (Alicante), paralela al cauce del río Vinalopó. Está poblada de pinos y monte bajo.

## Orografía
La sierra discurre al sur del cauce del río Vinalopó y de la carretera CV-804. Su altura más importante es la Blasca (1119,8 m s. n. m.), que constituye un vértice geodésico de tercer orden. Otras alturas destacadas son el Picaio (1013,8 m s. n. m.) y el Cabeçó Gros (1062,5 m s. n. m.), que van descendiendo paulatinamente hacia la Solana de la Campaneta (874,7 m s. n. m.)m, en las cercanías de Biar. Todas las aguas torrenciales de la sierra se vierten al Vinalopó. En la parte norte hay pequeños barrancos, entre los que son notables el del Cabeçó Gros y el del Pomar. Por la vertiente sur discurre, en dirección NE el barranco de Els Pinarets y en dirección SO un continuo de barrancos que conforman la rambla de Pinar y la del Derramador.